# Francisco Alves
Francisco Alves is een gemeente in de Braziliaanse deelstaat Paraná. De gemeente telt 6.389 inwoners (schatting 2009).

## Aangrenzende gemeenten
De gemeente grenst aan Iporã, Palotina en Terra Roxa.